# Maurice Bedel

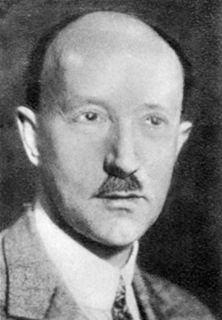
Maurice Bedel 1927

Maurice Bedel (* 30. Dezember 1883 in Paris; † 15. Oktober 1954 in Thuré, Département Vienne) war ein französischer Schriftsteller und Romancier.
Er veröffentlichte 1913 Gedichte unter dem Pseudonym Gabriel Senlis. Er wurde 1927 bekannt, als er für seinen Roman Jérôme 60° latitude nord mit dem begehrten Literaturpreis Prix Goncourt ausgezeichnet wurde. 1948 wurde er Präsident der Société des gens de lettres.

## Werke
- Jérôme 60° latitude nord (1927). In deutscher Übersetzung als Jerome liebt auf 60° nördlicher Breite. Übertragen von Lucy von Jacobi, Verlag Gebrüder Enoch, Hamburg 1928.
- Molinoff Indre-et-Loire. In deutscher Übersetzung als Graf Molinoff erobert die Touraine.  Gebrüder Enoch, Hamburg, 1928.
- Philippine (1930)
- Fascisme an VII (1929)
- L'Amour camarade (1931)
- Une Enquête sur l'amour (1932)
- Zulfu (1933)
- Zigzags (1932)
- la Nouvelle Arcadie (1934)
- l'Alouette aux nuages (1935)
- Mémoire sans malice sur les dames d'aujourd'hui (1935)
- la Touraine (1935)
- Monsieur le professeur Jubier (1936)
- le Laurier d'Apollon (1936)
- Géographie de mille hectares (1937)
- Bengali (1937)
- la France des Français et celle des autres (1937)
- Monsieur Hitler (1937)
- Berthe au grand pied (1943)
- Traité du plaisir (1946)
- Destin de la personne humaine (1948)
- Tropiques noirs (1950)
- le Mariage des couleurs (1951)
- Voyage de Jérôme aux États-Unis d'Amérique (1953)
- Histoire de mille hectares (1953)